# Archidiocèse de Nidaros

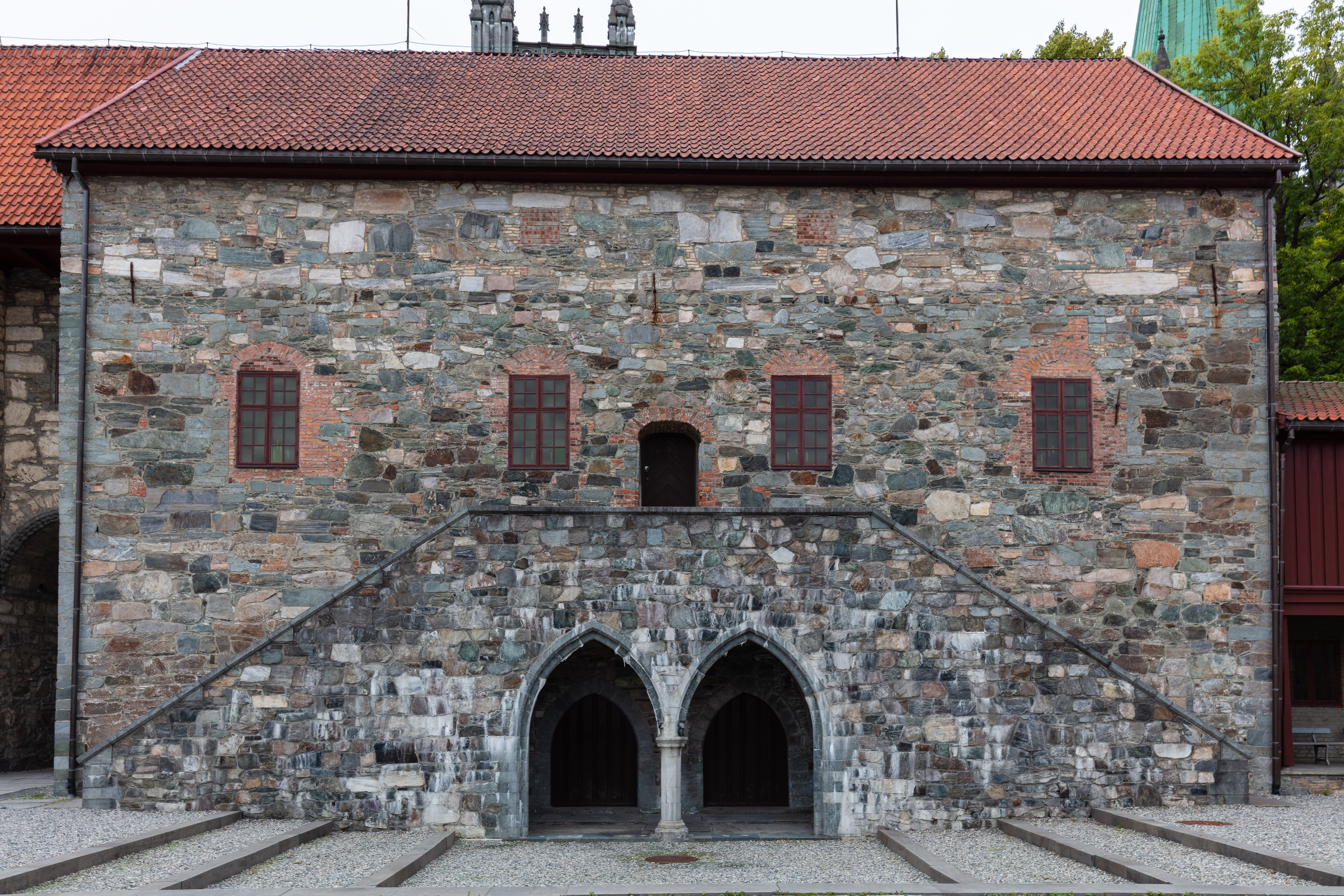
Palais des archevêques, Trondheim.

L'archidiocèse de Nidaros était l'ancien district catholique qui englobait la Norvège à la fin du Moyen Âge. Son siège se situait à la cathédrale de Nidaros, dans la ville actuelle de Trondheim. L'archidiocèse a existé du XIIe siècle à la réforme protestante.
Le diocèse de Nidaros (qui ne doit pas être confondu avec son homonyme instauré par l'Église de Norvège de confession luthérienne), créé en 1030, est élevé au rang d'archidiocèse en 1153. Son autorité s'étendait sur toute la Norvège, mais également un temps sur les terres sous dominations norvégienne : Islande, Groenland, île de Man, Orcades, Shetland, îles Féroé, Hébrides, etc. 
Le principal évêque connu est Erik Walkendorf (no) (?-1522), évêque de Trondheim de 1510 à 1522), Missale Nidrosiense et Breviarium Nidrosiense (1519).
L'archidiocèse est supprimé en 1537 après la fuite de l'archevêque devant la Réforme.
Restauré sous une nouvelle forme en 1931, il constitue aujourd'hui la prélature territoriale de Trondheim. 